# عصام مبیضین
عصام مبیضین (عربی: عصام عبدالله ابراهيم مبيضين؛ زادهٔ ۱۵ ژوئن ۱۹۸۶) بازیکن فوتبال اهل اردن است.
از باشگاه‌هایی که در آن بازی کرده‌است می‌توان به باشگاه ورزشی الفیصلی و باشگاه فوتبال الشباب اردن اشاره کرد.
وی همچنین در تیم‌های ملی فوتبال زیر ۲۳ سال اردن و اردن بازی کرده‌است.